# Brachynomada roigi
Brachynomada roigi là một loài Hymenoptera trong họ Apidae. Loài này được Rozen mô tả khoa học năm 1994.